# Рудман, Шелли
Шелли Рудман (англ. Shelley Rudman, род. 23 марта 1981, Суиндон, Уилтшир) — британская скелетонистка, выступающая за сборную Великобритании с 2002 года. Участница двух зимних Олимпийских игр, серебряная призёрша Турина, неоднократная чемпионка национального первенства, обладательница Кубка мира, двукратная чемпионка Европы, чемпионка мира.

## Биография
Шелли Рудман родилась 23 марта 1981 года в городке Суиндон, графство Уилтшир. С юных лет увлеклась спортом, активно занималась лёгкой атлетикой, в частности, бегала дистанцию 400 м с барьерами. Скелетоном заинтересовалась после Олимпийских игр 2002 года в Солт-Лейк-Сити, когда её соотечественница Алекс Кумбер завоевала бронзовую медаль. Уже в следующем году она присоединилась к национальной сборной и заняла десятое место на молодёжном чемпионате мира. В 2004 году одержала победу на этапе Кубка Европы в австрийском Иглсе, годом спустя выиграла золото на зимней Универсиаде 2005 в Инсбруке.
Выбившись в лидеры женской скелетонной команды Великобритании, Рудман удостоилась права защищать честь страны на Олимпийских играх 2006 года в Турине, однако для соревнований ей требовались новые профессиональные сани для скелетона стоимостью около 4000 фунтов стерлингов. С целью сбора средств в её родном городе была организована гонка на каноэ, кроме того, девушке пришлось подрабатывать школьной учительницей. В конечном итоге необходимую сумму всё-таки удалось собрать, и новые сани были приобретены. Изначально Рудман ставила себе цель попасть в десятку лучших, но уже в ходе тренировочных заездов на олимпийской трассе она показала первое время среди всех участниц, опередив даже действующую чемпионку мира. Когда дело дошло до главных заездов, в первой попытке она приехала лишь четвёртой, но вторую выполнила почти идеально, что позволило ей добраться до третьей позиции и получить бронзовую медаль.
На чемпионате мира 2007 года в швейцарском Санкт-Морице Шелли Рудман заняла десятое место, пропустив в связи с рождением дочери практически весь сезон. Наиболее успешным в плане персональных достижений для неё получился сезон 2008/09, когда британская скелетонистка выиграла этап Кубка мира в Иглсе и финишировала второй в немецком Кёнигсзее, а также одержала победу на европейском первенстве, установив в ходе второго заезда рекорд трассы — 1:09,97. Завершила сезон на втором месте в мировом рейтинге, составляемом Международной федерацией бобслея и тобоггана.
Сезон Кубка мира 2009/10 провела не менее успешно, четыре разы была в числе призёров, в том числе дважды приезжала первой, один раз второй и один раз третьей, кроме того, три раза оставалась на четвёртой позиции, немного не дотянув до подиума. Эти результаты позволили ей занять второе место общего зачёта, а 29 января 2010 года стало известно, что Рудман вместе Эми Уильямс поедет на Олимпийские игры в Ванкувер. На церемонии открытия Шелли Рудман почётно несла знамя Великобритании, но на соревнованиях показала лишь шестое время. В сезоне 2011/12, наконец, стала обладательницей Кубка мира, опередив после восьми этапов всех своих соперниц. Год спустя на мировом первенстве в Санкт-Морице завоевала звание чемпионки мира. На Олимпиаде 2014 года в Сочи финишировала шестнадцатой.

## Семья
Шелли помолвлена с партнёром по команде Кристаном Бромли. Выступает на санях его производства. У пары есть двое дочерей — Элла Мари Рудман (род. в октябре 2007) и София Рудман (род. в январе 2015).